# Deng Rong

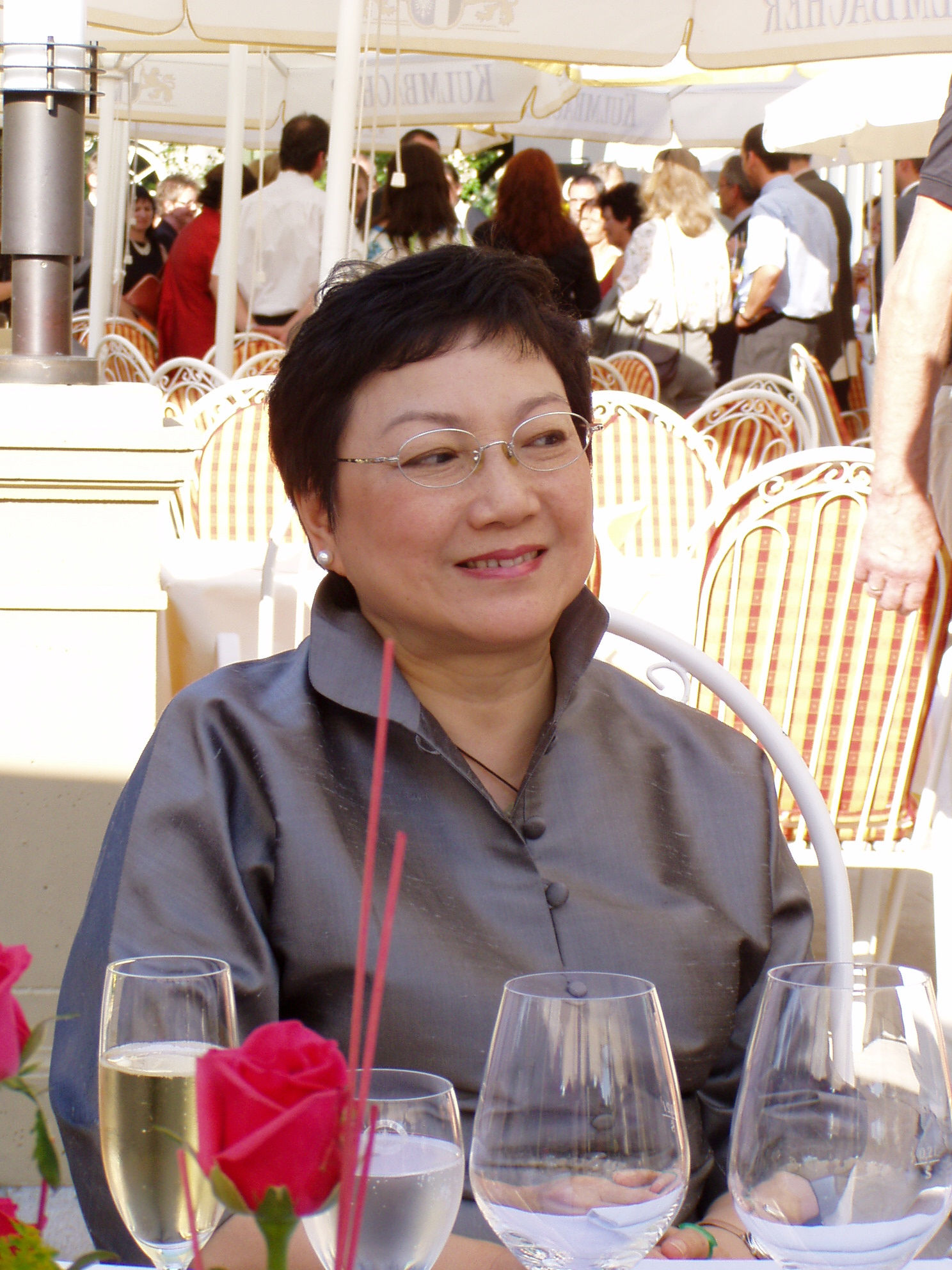
Deng Rong
(am 14. Juli 2006 in Bad Kissingen)

Deng Rong (chinesisch 邓榕, Pinyin Dèng Róng; Milchname: Máomao, 毛毛) (* 1950 in Chongqing, Volksrepublik China) ist eine chinesische Unternehmerin und Autorin.

## Familie
Sie ist die jüngste Tochter des kommunistischen Parteiführers Deng Xiaoping (1904–1997) und dessen dritter Ehefrau Zhuo Lin.
Deng Rong ist mit dem chinesischen Generalmajor He Ping verheiratet.

## Leben
Deng Rong war die Lieblingstochter und zuletzt die offizielle Sprecherin ihres an der Parkinson-Krankheit erkrankten Vaters Deng Xiaoping gewesen. Sie ist seine offizielle Biografin und hat zwei Bücher über ihn geschrieben. Noch heute wird sie in China von vielen Anhängern als „Prinzessin“ verehrt.
In 2006 war sie Präsidentin der regierungsnahen Shenzhen Huayue Industry Corporation und Präsidentin der Chinesischen Philharmoniker in Peking.

## Bibliografie
- Deng Xiaoping: My Father, Verlag Basic Books, 1995, als gebundene Ausgabe, ISBN 0465016251, als Taschenbuch (1996), ISBN 046501626X
- Deng Xiaoping and the Cultural Revolution. A Daughter Recalls the Critical Years, China International Book Trading Corporation, 2002, ISBN 711903040X – Verlag Doubleday Books, 2005, ISBN 038551476X

| Personendaten    | Personendaten                         |
| ---------------- | ------------------------------------- |
| NAME             | Deng, Rong                            |
| ALTERNATIVNAMEN  | Xiao Rong; Deng Maomao                |
| KURZBESCHREIBUNG | chinesische Unternehmerin und Autorin |
| GEBURTSDATUM     | 1950                                  |
| GEBURTSORT       | Peking                                |